# Качка-пароплав світлоголова
Качка-пароплав світлоголова (Tachyeres leucocephalus) — вид гусеподібних птахів родини качкових (Anatidae). Ендемік Аргентини.

## Опис
Довжина птаха становить 61-74 см, вага 3,8 кг. У самців голова і шия білі, решта тіла переважно сіра, живіт білий. Дзьоб яскраво-жовтувато-оранжевий з жовтим кінчиком, лапи жовтувато-оранжеві з жовтими кігтями. У самців голова і шия коричневі, навколо очей у них вузькі білі кільця, за очима вони переходять у білі смуги. Дзьоб у них зеленувато-жовтий. Забарвлення молодих птахів є подібне до забарвлення самиць.
Світлоголові качки-пароплави є нелітаючими птахами, оскількі крила у них надто малі, щоб птахи мали можливість до функціонального польоту. Натомість крила використовуються як весла, дозволяючи качкам швидко ковзати по поверхні води.

## Поширення і екологія
Світлоголові качки-пароплави мешкають в прибережних районах на півдні провінції Чубут і на півночі провінції Санта-Крус, переважно в районі затоки Сан-Хорхе. Вони живуть на скелястих морських узбережжях і на пляжах. Живляться молюсками і ракоподібними, яких шукають на мілководді, пірнаючи у воду. 
Світлоголові качки-пароплави гніздяться на прибережних острівцях у мілководних захищених бухтах. Сезон розмноження у них триває з жовтня по лютий. Гніздо робиться з трави, гілок та водоростей, викинутих на берег під час припливу. В кладці 5-6 яєць.

## Збереження
МСОП класифікує цей вид як вразливий. За оцінками дослідників, популяція світлоголових качок-пароплавів становить від 5300 до 5600 птахів. Їм може загрожувати знищення природного середовища, зокрема розливи нафти. На світлоголових качок-пароплавів полюють південні морські леви і косатки.